# Torneo WTA de Barcelona
El Barcelona Ladies Open fue un torneo profesional de tenis de la WTA que se disputa sobre canchas de tierra batida al aire libre, siendo hasta 2009 el único campeonato de la WTA que se celebraba en España. El evento pertenece a la WTA International Tournaments. También es conocido como el Open de España.
La primera edición data de 1972 y se celebró en Barcelona aunque de manera discontinúa, jugándose todas las ediciones pares hasta 1978 inclusive. Al año siguiente deja de celebrarse hasta 1985, año en el que el torneo ya se asienta hasta el año 1995 (exceptuando en 1987). En 1996, toma el testigo la ciudad de Madrid, celebrándose la competición hasta 2003. 
España deja de tener un evento tenístico internacional femenino hasta el año 2007 (exceptuando dos ediciones del Masters femenino). El torneo se disputó por última vez en 2012.
La jugadora que más veces se ha coronado es Arantxa Sánchez Vicario, con seis entorchados (5 en Barcelona y uno en Madrid), seguida de Mónica Seles, Jana Novotna y Roberta Vinci con dos cada una. Otras ganadoras ilustres son Hana Mandlikova, Conchita Martínez, Patty Schnyder, Lindsay Davenport, Chanda Rubin, Francesca Schiavone o Sara Errani.
En la modalidad de dobles, también Arancha Sánchez Vicario vuelve a encabezar el podio con 8 victorias. Le siguen numerosas tenistas con dos títulos, entre ellas Martina Navratilova, Jana Novotna, Paola Suárez o las españolas Conchita Martínez, Virginia Ruano, Arantxa Parra o Nuria Llagostera.

## Campeonas

### Individuales
| Año  | Campeona                | Finalista                     | Resultado en la final |
| 1972 | Gail Sherriff           | Nathalie Fuchs                | 6-1, 6-4              |
| 1974 | Nathalie Fuchs          | Glynis Coles-Bond             | 7-5, 8-6              |
| 1976 | Renata Tomanova         | Virginia Ruzici               | 3-6, 6-4, 6-2         |
| 1978 | Hana Mandlikova         | Sabina Simmonds               | 6-1, 5-7, 6-3         |
| 1985 | Sandra Cecchini         | Raffaella Reggi               | 6-3, 6-4              |
| 1986 | Petra Huber             | Laura Garrone                 | 7-6, 6-0              |
| 1988 | Neige Días              | Bettina Fulco                 | 6-3, 6-3              |
| 1989 | Arantxa Sánchez Vicario | Helen Kelesi                  | 6-2, 5-7, 6-1         |
| 1990 | Arantxa Sánchez Vicario | Isabel Cueto                  | 6-4, 6-2              |
| 1991 | Conchita Martínez       | Manuela Maleeva               | 6-4, 6-1              |
| 1992 | Mónica Seles            | Arantxa Sánchez Vicario       | 3-6, 6-2, 6-3         |
| 1993 | Arantxa Sánchez Vicario | Conchita Martínez             | 6-1, 6-4              |
| 1994 | Arantxa Sánchez Vicario | Iva Majoli                    | 6-0, 6-2              |
| 1995 | Arantxa Sánchez Vicario | Iva Majoli                    | 5-7, 6-0, 6-2         |
| 1996 | Jana Novotna            | Magdalena Maleeva             | 4-6, 6-4, 6-3         |
| 1997 | Jana Novotna            | Mónica Seles                  | 7-5, 6-1              |
| 1998 | Patty Schnyder          | Dominique Van Roost           | 3-6, 6-4, 6-0         |
| 1999 | Lindsay Davenport       | Paola Suárez                  | 6-1, 6-3              |
| 2000 | Gala León               | Fabiola Zuluaga               | 4-6, 6-2, 6-2         |
| 2001 | Arantxa Sánchez Vicario | Angeles Montolio              | 7-5, 6-0              |
| 2002 | Mónica Seles            | Chanda Rubin                  | 6-4, 6-2              |
| 2003 | Chanda Rubin            | María Antonia Sánchez Lorenzo | 6-4, 5-7, 6-4         |
| 2007 | Meghann Shaughnessy     | Edina Gallovits               | 6-3, 6-2              |
| 2008 | Maria Kirilenko         | María José Martínez           | 6-0, 6-2              |
| 2009 | Roberta Vinci           | Maria Kirilenko               | 6-0, 6-4              |
| 2010 | Francesca Schiavone     | Roberta Vinci                 | 6-1, 6-1              |
| 2011 | Roberta Vinci           | Lucie Hradecka                | 4-6, 6-2, 6-2         |
| 2012 | Sara Errani             | Dominika Cibulkova            | 6-2, 6-2              |

### Dobles
| Año  | Campeonas                                   | Finalistas                                  | Resultado en la final |
| 1972 | Gail Sherriff Nathalie Fuchs                | Michele Gurdal Monique Van Haver            | 6–4, 6–2              |
| 1976 | Florenta Mihai Pat Medrado                  | Nathalie Fuchs Michele Gurdal               | 6–2, 6–4              |
| 1985 | Petra Delhees Pat Medrado                   | Penny Barg Adriana Villagran                | 6–1, 6–0              |
| 1986 | Iva Budarova Catherine Tanvier              | Petra Huber Petra Keppeler                  | 6–2, 6–1              |
| 1988 | Iva Budarova Sandra Wasserman               | Anna-Karin Olsson Maria Jose Llorca         | 1–6, 6–3, 6–2         |
| 1989 | Jana Novotna Tine Scheuer-Larsen            | Arantxa Sanchez Judith Wiesner              | 6–2, 2–6, 7–6(3)      |
| 1990 | Mercedes Paz Arantxa Sanchez Vicario        | Sabrina Goles Patricia Tarabini             | 6–7(7), 6–2, 6–1      |
| 1991 | Martina Navratilova Arantxa Sanchez Vicario | Nathalie Tauziat Judith Wiesner             | 6–1, 6–3              |
| 1992 | Conchita Martinez Arantxa Sanchez Vicario   | Nathalie Tauziat Judith Wiesner             | 6–4, 6–1              |
| 1993 | Conchita Martinez Arantxa Sanchez Vicario   | Magdalena Maleeva Manuela Maleeva           | 4–6, 6–1, 6–0         |
| 1994 | Larisa Neiland Arantxa Sanchez Vicario      | Julie Halard Nathalie Tauziat               | 6–2, 6–4              |
| 1995 | Larisa Neiland Arantxa Sanchez Vicario      | Mariaan de Swardt Iva Majoli                | 7–5, 4–6, 7–5         |
| 1996 | Jana Novotna Arantxa Sánchez Vicario        | Sabine Appelmans Miriam Oremans             | 7-6, 6-2              |
| 1997 | Mary Joe Fernández Arantxa Sánchez Vicario  | Inés Gorrachategui Irina Spirlea            | 6-3, 6-2              |
| 1998 | Florencia Labat Domenique Van Roost         | Rachel McQuillan Nicole Pratt               | 6-3, 6-1              |
| 1999 | Virginia Ruano Paola Suárez                 | María Fernanda Landa Marlene Weingartner    | 6-2, 0-6, 6-0         |
| 2000 | Lisa Raymond Rennae Stubbs                  | Gala León María Antonia Sánchez Lorenzo     | 6-1, 6-3              |
| 2001 | Virginia Ruano Paola Suárez                 | Lisa Raymond Rennae Stubbs                  | 7-5, 2-6, 7-6         |
| 2002 | Martina Navratilova Natasha Zvereva         | Rossana de los Ríos Arantxa Sánchez Vicario | 6-2, 6-3              |
| 2003 | Jill Craybas Liezel Huber                   | Rita Grande Angelique Widjaja               | 6-4, 7-6              |
| 2007 | Nuria Llagostera Arantxa Parra              | Lourdes Domínguez Flavia Pennetta           | 7-6(3), 2-6, 12-10    |
| 2008 | Lourdes Domínguez Arantxa Parra             | Nuria Llagostera María José Martínez        | 4-6, 7-5, 10-4        |
| 2009 | Nuria Llagostera María José Martínez        | Sorana Cirstea Andreja Klepač               | 3-6, 6-2, 10-8        |
| 2010 | Sara Errani Roberta Vinci                   | Timea Bacsinszky Tathiana Garbin            | 6-1, 3-6, 10-2        |
| 2011 | Iveta Benesova Barbora Zahlavova            | Natalie Grandin Vladimira Uhlirova          | 5-7, 6-4, 11-9        |
| 2012 | Sara Errani Roberta Vinci                   | Flavia Pennetta Francesca Schiavone         | 6-0, 6-2              |

- Datos: Q790341